# Sijiatun Jiedao
Sijiatun Jiedao (kinesiska: 四家屯街道, 四家屯) är en socken i Kina. Den ligger i provinsen Liaoning, i den nordöstra delen av landet, omkring 250 kilometer sydväst om provinshuvudstaden Shenyang. Antalet invånare är 18956. Befolkningen består av 9 787 kvinnor och 9 169 män. Barn under 15 år utgör 6,0 %, vuxna 15-64 år 89 %, och äldre över 65 år 3,0 %.
Genomsnittlig årsnederbörd är 723 millimeter. Den regnigaste månaden är juli, med i genomsnitt 177 mm nederbörd, och den torraste är februari, med 4 mm nederbörd.